# حارة وعر هادي (صنعاء)

تعديل مصدري - تعديل

حارة وعر هادي هي إحدى حارات حي معين بمديرية معين إحد مديريات العاصمة اليمنية صنعاء، بلغ تعداد سكانها 1009 نسمة حسب تعداد اليمن لعام 2004.